# Ducula luctuosa
La dúcula luctuosa (Ducula luctuosa) es una especie de ave columbiforme de la familia Columbidae. Se ha considerado en ocasiones una subespecie de la Dúcula imperial pero tiene un pico con punta amarillenta, una mancha negra cerca de las fosas nasales y rémiges de un gris plateado.

## Distribución geográfica
Es endémica de las selvas y manglares de Célebes y Sula.